# Cornelius (Oregon)
Cornelius az Amerikai Egyesült Államok északnyugati részén, Oregon állam Washington megyéjében, a portlandi agglomerációban, a Tualatin-völgyben, Forest Grove-tól keletre, Hillsborótól pedig nyugatra  helyezkedik el. A 2010. évi népszámláláskor 11 869 lakosa volt. A város területe 5,21 km², melynek 100%-a szárazföld.
Városi rangot 1893-ban kapott. Nevét alapítójáról, Thomas R. Corneliusról kapta. A könyvtárat 1912-ben nyitották meg.
A rendfenntartásról a Washington megyei Seriffjének Kirendeltsége gondoskodik.

## Történet
Benjamin Cornelius, valamint családja és Joseph Meek 1845-ben érkeztek ide. A Cornelius-család a Tualatin-síkságon, a mai North Plains területén telepedett le. Ugyanebben az évben  Benjamin Q. Tucker és Solomon Emerick a mai Cornelius területén gazdaságokat alakítottak ki. Ekkor még hivatalosan nem számított településnek; a 0,43 km²-nyi területen gyümölcsösök voltak, innen kapta nevét: Free Orchards.
1871-ben Cornelius fia, Thomas R. Cornelius megtudta, hogy Ben Holladay az Oregon–Kalifornia-vasútvonalat erre szeretné meghosszabbítani. Hillsboro és Forest Grove nem akarták ingyen adni a területet, ezért a vonal kikerülte a két települést, inkább Free Orchardsba fektetett be; azt szerette volna, ha ez lenne a megye székhelye.
Benjamin Cornelius úgy döntött, hogy felhagy farmjával, és inkább beköltözött Free Orchardsba, ahol új lakóházat, egy raktárat és egy boltot épített, utóbbiakat közvetlenül a vasút mellé. Mindkettő hamar a helyi farmerek kereskedőhelye lett. Ezen kívül Cornelius egy tejüzemet, két fűrésztelepet, egy iskolát és egy metodista templomot is építtetett.
1893-ban Free Orchards városi rangot kapott, és alapítója tiszteletére Corneliusra keresztelték át. Habár végül nem lett a megye székhelye, a mai napig jelentős agrárváros, valamint Portland agglomerációjába tartozó település.

## Népesség

### 2010
A 2010-es népszámláláskor a városnak 18 869 lakója, 3339 háztartása és 2666 családja volt. A népsűrűség 2279,9 fő/km2. A lakóegységek száma 3499, sűrűségük 672,1 db/km2. A lakosok 64%-a fehér, 1,2%-a afroamerikai, 1,3%-a indián, 2,2%-a ázsiai, 0,1%-a a Csendes-óceáni szigetekről származik, 27,2%-a egyéb, 4%-a pedig kettő vagy több etnikumú. A spanyol vagy latino származásúak aránya 50,1% (45,1% mexikói, 0,3% Puerto Ricó-i,  4,7% egyéb spanyol vagy latino származású.)
A háztartások 51,8%-ában élt 18 évnél fiatalabb. 62,1% házas, 10,5% egyedülálló nő, 7,3% egyedülálló férfi, 20,2% pedig nem család. 14,1% egyedül élt; 5,1%-uk 65 éves vagy idősebb. Egy háztartásban átlagosan 3,51 személy élt; a családok átlagmérete 3,88 fő.
A medián életkor 30,4 év volt. A város lakóinak 32,9%-a 18 évesnél fiatalabb, 9,8% 18 és 24 év közötti, 30,6%-uk 25 és 44 év közötti, 20,5%-uk 45 és 64 év közötti, 6,3%-uk pedig 65 éves vagy idősebb. A lakosok 51,1%-a férfi, 48,9%-a pedig nő.

### 2000
A 2000-es népszámláláskor  a városnak 9652 lakója, 2880 háztartása és 2246 családja volt. A népsűrűség 1971,8 fő/km2. A lakóegységek száma 3003, sűrűségük 613,5 db/km2. A lakosok 37,39%-a fehér, 0,76%-a afroamerikai, 1,24%-a indián, 1,04%-a ázsiai, 0,28%-a a Csendes-óceáni szigetekről származik, 24,32%-a egyéb-, 3,76%-a pedig kettő vagy több etnikumú. A spanyol vagy latino származásúak aránya 38,61% (31,7% mexikói, 0,2% Puerto Ricó-i,  5,5% pedig egyéb spanyol/latino származású.)
A háztartások 45,3%-ában élt 18 évnél fiatalabb. 61,8% házas, 10,4% egyedülálló nő; 22% pedig nem család. 15,9% egyedül élt; 5,4%-uk 65 éves vagy idősebb. Egy háztartásban átlagosan 3,31 személy élt; a családok átlagmérete 3,64 fő.
A város lakóinak 32,5%-a 18 évesnél fiatalabb, 11% 18 és 24 év közötti, 33,6%-uk 25 és 44 év közötti, 16,9%-uk 45 és 64 év közötti, 6,1%-uk pedig 65 éves vagy idősebb. A medián életkor 29 év volt. Minden 100 nőre 108,1 férfi jut; a 18 évnél idősebb nőknél ez az arány 107.
A háztartások medián bevétele 45 959 amerikai dollár, ez az érték családoknál $49 456. A férfiak medián keresete $32 164, míg a nőké $25 207. A város egy főre jutó bevétele (PCI) $15 290. A családok 10,8%-a, a teljes népesség 16,1%-a élt létminimum alatt; a 18 év alattiaknál ez a szám 17,6%, a 65 évnél idősebbeknél pedig 10,5%.

## Infrastruktúra

### Oktatás
1851-ben alapították a Corneliusi Iskolakerületet, melyet 1960-ban feloszlattak; a nyugati terület a Forest Grove-i, a keleti pedig a hillsborói kerület fennhatósága alá került.
A városban található néhány magániskola. A Swallowtail School 2016 júliusában költözött Hillsboróból a korábbi Emmaus Christian School épületébe.

### Közlekedés
A Trimet 57-TV Highway buszvonala minden nap közlekedik, és Corneliust Hillsboróval és Beavertonnal köti össze a Tualatin-völgyi országúton keresztül, valamint a Metropolitan Area Express gyorsvillamos portlandi megállója is elérhető vele.
A várost a Skyport repülőtér szolgálja ki.

## Fordítás
Ez a szócikk részben vagy egészben  a   Cornelius, Oregon című angol Wikipédia-szócikk ezen változatának fordításán alapul.  Az eredeti cikk szerkesztőit annak laptörténete sorolja fel. Ez a jelzés csupán a megfogalmazás eredetét és a szerzői jogokat jelzi, nem szolgál a cikkben szereplő információk forrásmegjelöléseként.